# Johan Hegg
Johan Hegg (* 29. dubna 1973 Stockholm, Švédsko) je zpěvák melodické death metalové skupiny Amon Amarth. Připojil se v roce 1992. Znám je svým vousem a hlubokým hlasem.

## Kariéra
S Amon Amarth Hegg publikoval jedenáct studiových alb. Kromě toho se několikrát objevil jako hostující zpěvák, včetně kapel Purgatory, The Project Hate MCMXCIX a Evocation.
Zahrál si také jednu z hlavních rolí ve filmu Northmen: A Viking Saga.